# University Park (Teksas)
University Park je grad u američkoj saveznoj državi Teksas. Prema popisu stanovništva iz 2010. u njemu je živjelo 23.068 stanovnika.